# 石家庄广播电视台
石家庄广播电视台（英語：Shijiazhuang Radio & Television，SRT）是一家位于中华人民共和国河北省石家庄市的地级广播电视台，由原石家庄人民广播电台、石家庄电视台合并而成。

## 概述
石家庄人民广播电台的前身为1938年5月开播的石门广播电台，隶属日本北平广播电台，1945年改称石家庄广播电台，1948年改称石家庄新华有线广播电台，1950年6月8日更名为石家庄市人民广播电台。
石家庄电视台于1978年8月开始筹建，于1979年元旦开始试播。1980年开始试播周播新闻节目，主要以口播、图片新闻为主，并逐步发展录像新闻。
2010年6月28日，石家庄人民广播电台、石家庄电视台合并成立新的石家庄广播电视台，并出资组建台属石家庄广电传媒集团有限公司。
2012年5月，石家庄广播电视台下属的石家庄网络广播电视台正式开播，该台也開始在網路上實時播出自製的節目。同年7月16日，经广电总局批准，石家庄广播电视台影视频道调整改版为生活频道。。
2014年12月31日，石家庄广播电视台新闻综合频道高清版开播，实现了高标清同步播出，成为河北省第二家实现高清播出的电视媒体。频道除《民生关注》外的全部自办栏目、黄金时段首播大剧和气象节目、广告实现高清播出，而黄金时段首播大剧，更是采用高清蓝光播出。而原有的标清频道则以高清节目下变换方式播出。在高标清同播期间，所有节目以16∶9比例播出。。

## 旗下资产

### 电视频道
| 頻道名稱     | 语言   | 广播格式                    | 啟播時間                                                                          | 频道前身                                                                                         | 備註                 | 備註 |
| 新闻综合频道 | 普通話 | SD: PAL 576i 16:9 HD：1080i | 标清版：1979年1月1日 高标清数模同播：2014年12月31日 高标清16:9同播：2016年7月13日 | 石家庄电视台第一套节目 石家庄电视台新闻频道                                                      |                      |      |
| 城市服务频道 | 普通話 | SD: PAL 576i 16:9 HD：1080i | 标清版：不详 高标清16:9同播：2016年7月13日                                        | 石家庄电视台第二套节目 石家庄电视台生活频道 石家庄电视台电视剧频道 娱乐频道                      |                      |      |
| 文化娱乐频道 | 普通話 | SD: PAL 576i 16:9 HD：1080i | 标清版：不详 高标清16:9同播：2016年7月6日                                         | 石家庄有线电视台影视频道 石家庄电视台影视频道 石家庄电视台电影频道 石家庄电视台第三频道 生活频道 | 2012年7月6日改为现名 |      |
| 都市频道     | 普通話 | SD: PAL 576i 16:9 HD：1080i | 标清版：不详 高标清16:9同播：2016年7月6日                                         | 石家庄有线电视台生活频道 石家庄电视台信息频道                                                    |                      |      |

### 广播服务
| 頻道名稱 | 语言   | 频道频率     | 啟播時間      | 频道前身                                                              | 備註                                                                       |
| 新闻广播 | 普通話 | FM88.2 AM882 | 1938年5月     | 石门广播电台 石家庄广播电台 石家庄新华有线广播电台 石家庄人民广播电台 | 石家庄市第一个广播频率，以新聞、時事、專題、公益、監督類節目為主的綜合頻率 |
| 经济广播 | 普通話 | FM100.9      |               |                                                                       |                                                                            |
| 音乐广播 | 普通話 | FM106.7      |               |                                                                       |                                                                            |
| 交通广播 | 普通話 | FM94.6       | 2003年4月18日 |                                                                       | 主要為駕車人士服務的頻率，提供路況播報、服務類節目                         |
| 农村广播 | 普通話 | FM91.5       |               |                                                                       | 主要為農業生產者服務的頻率，提供生活資訊、農業服務類節目                   |

## 争议
2011年6月29日，石家庄广播电视台影视频道（后被查该台存在擅自将影视频道更名为“第三频道”的行为，现为生活频道）《情感密码》栏目播出《我给儿子当孙子》，展现了一个“不孝”儿子对父亲出言不逊、百般欺辱的过程，并刻意放大扭曲的伦理道德观。9月14日，广电总局决定石家庄影视频道自9月17日至10月17日暂停播出30日，并吊销节目制作单位河北九天传媒有限公司的《广播电视节目制作经营许可证》。